# Champagne Pool
Champagne Pool es un lago de Nueva Zelanda, situado en la isla Norte. Es un lago natural de aguas calientes de la zona termal de Wai-O-Tapu, en la región de Waikato. La fuente caliente está situada a unos 30 km al sureste de Rotorua y 50 km al nordeste de Taupo. El nombre de Champagne Pool se debe a las abundantes emanaciones de dióxido de carbono (CO2) que recuerdan las burbujas en una copa de champán. La fuente caliente se formó hace unos 900 años debido a una erupción hidrotermal, lo que lo hace, a escala geológica, un sistema relativamente joven. Su cráter tiene cerca de 65 metros de diámetro y alcanza una profundidad del orden de 62 metros y un volumen estimado de  50.000 m³.

## Características térmicas y químicas
Las aguas más profundas de Champagne Pool están a una temperatura de aproximadamente 260 °C, pero la temperatura del agua del lago se sitúa entre 73 °C y 75 °C a causa de su enfriamiento al contacto con la atmósfera. Su pH es relativamente constante, del orden de 5,5, a causa del tamponamiento por el flujo de CO2. Entre los gases del lago, el más abundante es el dióxido de carbono (CO2), pero también, en una menor medida, se encuentra nitrógeno (N2), metano (CH4), hidrógeno (H2), sulfuro de hidrógeno (H2S) y rastros de oxígeno (O2). El fluido geotermal silíceo está saturado por metaloides como el oropimente (As2S3) y la estibina (Sb2S3), que precipitan y forman depósitos anaranjados, que contrastan fuertemente con el tono grisáceo del sílice de las orillas de Champagne Pool.

## Características biológicas

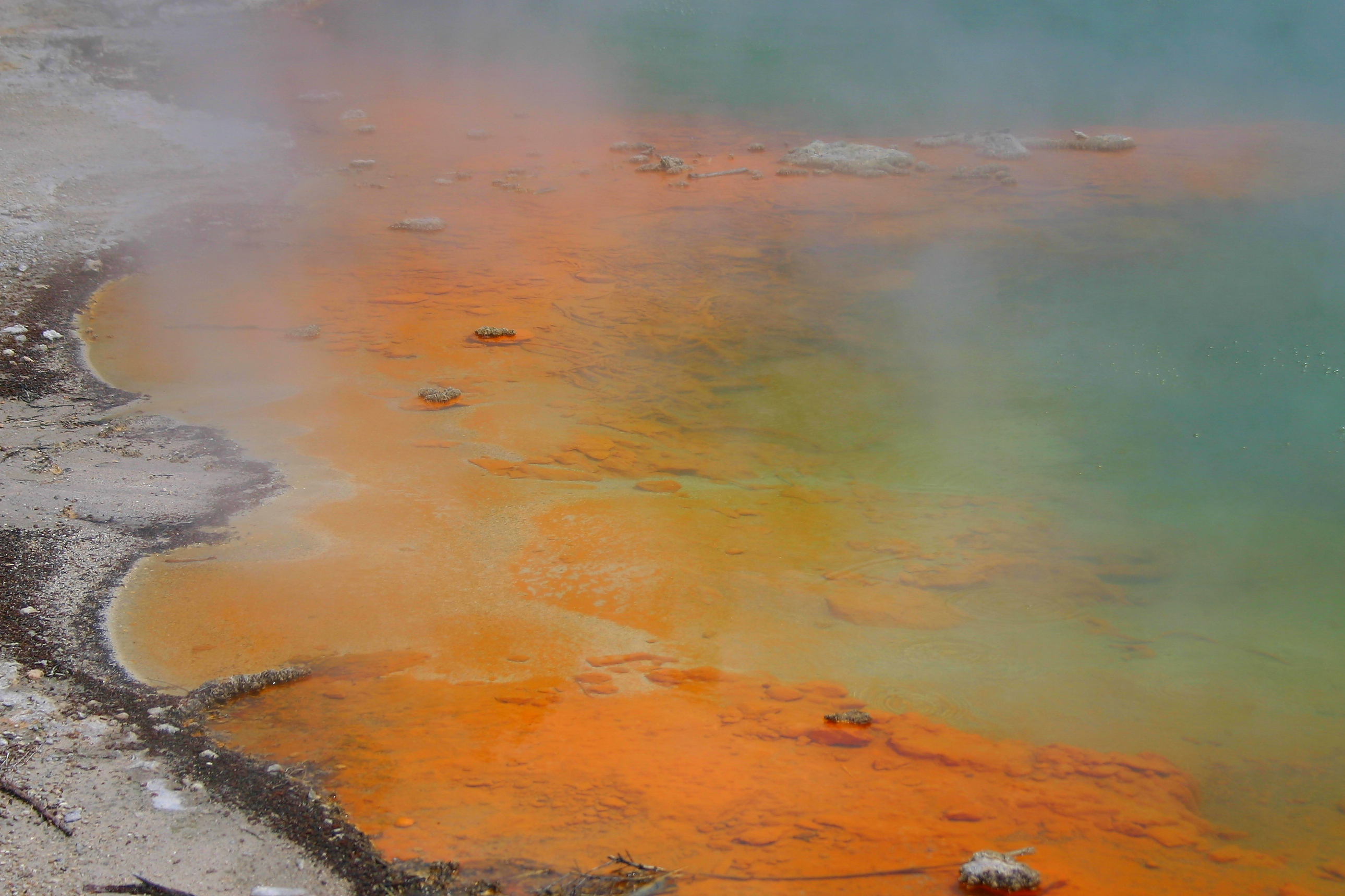
Borde del Champagne Pool que detalla los depósitos de oropimento y estibina.

Mientras que las características geoquímicas de Champagne Pool son bien conocidas, muy pocos estudios se han interesado por las formas de vida microbiana que podría acoger. El H2 y también el CO2 o el  O2H podrían constituir fuentes de energía que permitirían el desarrollo autotrófico de microorganismos metanógenos o hidrógeno-oxidantes.
Dos nuevas bacterias y una nueva archaea han sido descubiertas en Champagne Pool. La bacteria CP.B2 nombrada Venenivibrio stagnispumantis soporta contenidos relativamente fuertes en compuestos de arsénico y de antimonio, y representa un nuevo género y una nueva especie en el orden de Aquificae.